# 小原啄葉
小原 啄葉（おばら たくよう、1921年〈大正10年〉5月21日 - 2020年〈令和2年〉9月23日）は、岩手県出身の俳人。地方公務員。

## 来歴
本名・重雄。岩手県紫波郡矢巾町に生まれる。自治大学校修了。1951年、「夏草」に入会し山口青邨に師事。1978年、「樹氷」を創刊・主宰。1990年、有馬朗人の「天為」創刊に参加。2009年「樹氷」主宰を白濱一羊に譲り同名誉主宰に就任。また「天為」同人会長も務める。
1997年『滾滾』により第36回俳人協会賞、2004年『永日』により第4回俳句四季大賞、2007年『平心』により第22回詩歌文学館賞を受賞。「脱ぎ捨てしものの中より子猫かな」「海鼠切りもとの形に寄せてある」など、風土性を持ちつつユーモアのある句風。東日本大震災以降の句集『黒い浪』『無辜の民』には震災詠を多く収める。俳人協会顧問、国際俳句交流協会会員、日本文藝家協会会員。
2020年9月23日、老衰のため死去。99歳没。

## 著書
序数句集
- 『北の貌』 竹頭社、1972年
- 『滾滾』 角川書店、1996年
- 『遥遥』 角川書店、2000年
- 『永日』 角川書店、2003年
- 『平心』 角川書店、2006年
- 『而今』 角川学芸出版、2008年
- 『不動』 角川書店、2011年
- 『黒い浪』 角川書店、2012年
- 『無辜の民』 角川学芸出版、2014年

選句集・全句集
- 『自註現代俳句シリーズ 小原啄葉集』 俳人協会、1983年
- 『小原啄葉季題別全句集』 角川学芸出版、2011年

随筆・評論
- 『風土の詩』 角川書店、1999